# ニコラエ・マチチ
ニコラエ・マチチ（Nicolae Macici；1886年 - 1950年）は、ルーマニアの軍人。中将。
第一次世界大戦に従軍。1941年1月、第2軍団（第9、第10歩兵師団、第7騎兵旅団）長に任命され、「アントネスク」軍集団の予備隊となった。
独ソ戦初期、ドナウでソ連軍と戦う。1941年11月、第1軍司令官に任命。イオン・アントネスク体制の崩壊まで第1軍司令官に留まった。1945年2月、バシリ・アタナシウ将軍と交代し、予備役に編入。
1945年に退役し、数ヵ月後に逮捕された。戦争犯罪により裁判にかけられ、終身刑を言い渡される。獄死。